# Starość aksolotla
Bătrânul Axolotl (din poloneză Starość aksolotla) este un roman exclusiv digital din 2015 al scriitorului polonez de literatură științifico-fantastică Jacek Dukaj. Romanul a fost lansat în limba poloneză la 10 martie 2015 și la scurt timp după aceea, la 24 martie în acel an, în limba engleză (tradus de Stanley Bill). A fost descris ca „un experiment în citirea (și crearea) literaturii electronice a viitorului”.
Este primul roman al lui Dukaj, iar pagina sa de web descria opera ca fiind „debutul său în limba engleză”, cu toate că mai multe dintre povestirile sale scurte (The Golden Galley, 1996; The Iron General, 2010; The Apocrypha of Lem, 2011) au fost traduse înainte de acesta.
Romanul a inspirat două programe originale Netflix: serialul belgian În negura nopții din 2020 și spin-offul în limba turcă din 2022 Yakamoz S-245.

## Prezentare
Romanul prezintă o viziune post-apocaliptică, cyberpunk, a Pământului, în care viața biologică a fost distrusă, iar planeta este locuită de roboți și mech-uri, dintre care mulți sunt oameni a căror conștiință a fost digitalizată în urma unui eveniment de extincție în masă.
Radiația asemănătoare cu cea a neutronilor din cosmos lovește Pământul, ucigând instantaneu toate organismele vii dintr-o singură emisferă; persoanelor de pe cealaltă emisferă le-au mai rămas maxim 12 ore, iar unele dintre ele reușesc să utilizeze gadgeturi de jocuri pentru a se neuro-scana în copii digitale imperfecte. După exterminare, singura cale pentru ca cei transformați să se simtă din nou oameni este să folosească diverse mech-uri și roboți ca pe niște „corpuri de oțel”. Astfel apare o nouă umanitate și o odisee nostalgică de 300 de ani a lui Bart, ultimul specialist în hardware într-o lume în care „doar hardware-ul a mai rămas”.

## Semnificație și analiză
Romanul este unul dintre primele exemple de literatură electronică, fiind disponibil doar în format digital și nu are o versiune tradițională imprimată pe hârtie. A fost conceput de la început nu numai pentru a încorpora elemente mai tradiționale, cum ar fi ilustrații, ci și hipertext și modele imprimabile 3D ale personajelor robotice principale, concepute de Alex Jaeger⁠(d), directorul artistic al filmelor Transformers. Compoziția romanului este una stratificată, având: un strat narativ; un strat de note de subsol enciclopedice/cu hiperlinkuri; și un strat multimedia, care include ilustrații și un scurt videoclip promoțional realizat de studioul Platige Image⁠(d), nominalizat la Premiul Oscar.
Una dintre întrebările centrale ale romanului este: „Ce înseamnă să fii om?” Alte subiecte sunt „elementele de bază ale cyberpunkului și genurilor conexe, cum ar fi inteligența artificială”. Romanul este reprezentativ pentru proza lui Dukaj, cu întrebări filozofice despre viitorul omului și al tehnologiei. Autorul a explicat că: „povești precum „Bătrânul Axolotl”, care modelează o „evadare din corp” se nasc dintr-un sentiment de progres ca un proces de „de-animalizare” a ființelor umane prin știință. Acest proces își are originea în intuiția preiluministă a eliberării de natură. Căci una dintre ultimele cătușe ale naturii este corporalitatea în sine, limita fizicului nostru.” Celălalt element major al romanului îl reprezintă încercările lui Dukaj de a introduce cititorul în noul stil al literaturii electronice.
Romanul a fost nominalizat la Premiul Janusz A. Zajdel în 2016.